# Marek Prost
Marek Edmund Prost (ur. 27 października 1948 w Lublinie) – polski okulista, profesor medycyny.
Specjalizuje się w okulistyce dziecięcej (m.in. leczenie jaskry, zaćmy, schorzeń siatkówki, narządu łzowego, powiek, oczodołu, soczewki, wykonywanie witrektomii), farmakologii okulistycznej oraz problemach okulistycznych w medycynie lotniczej.

## Życiorys
Jego ojciec, Edmund Prost, był profesorem weterynarii. Dyplom lekarski zdobył w 1972 roku na Akademii Medycznej w Lublinie. Następnie przez ponad 20 lat zdobywał w Katedrze i Klinice Okulistyki tej uczelni kolejne szczeble kariery naukowej (asystentura do 1980 roku, adiunkt do 1986, docent do 1992, w latach 1992-94 – profesor nadzwyczajny). Stopień doktora medycyny uzyskał w 1979 r., doktora habilitowanego w 1985 r., i tytuł profesora w 1992 r.  
W 1994 roku przeniósł się do Warszawy. Najpierw objął na 8 lat fotel kierownika Kliniki Okulistyki Centrum Zdrowia Dziecka. W latach 2002–2019 był kierownikiem Kliniki Okulistycznej zaś w latach 2002-2017 zastępcą dyrektora ds. naukowych Wojskowego Instytutu Medycyny Lotniczej. Od 2019 r. jest konsultantem Kliniki Okulistycznej Wojskowego Instytutu Medycyny Lotniczej.
Jest członkiem Polskiego Towarzystwa Okulistycznego oraz European Society of Pediatric Ophthalmology.

## Publikacje
Redaktor 14 książek z zakresu okulistyki, w tym dwóch wydanych za granicą. Pod jego redakcją powstała m.in. monografia „Problemy okulistyki dziecięcej” (Wydawnictwo Lekarskie PZWL, Warszawa 1998, ISBN 83-200-2182-0). Był także współredaktorem podręcznika „Kliniczna farmakologia okulistyczna" (wyd. 2013 i 2017, ISBN 978-83-7609-847-0). Ponadto współredaktor i autor podręczników: „Surgical and medical management of pediatric ophthalmology” (2007), „Kliniczna farmakologia okulistyczna" (wyd. 2013 i 2017), „Okulistyka dziecięca” (2019 i 2024), „Choroby oczu-zastosowanie telemedycyny w podstawowej opiece zdrowotnej” (2020), autorem książek „Podstawy chirurgii narządu wzroku” (2024).
Jest redaktorem naczelnym wydawanego od marca 2014 roku kwartalnika naukowego "OphthaTherapy. Terapie w Okulistyce". Autor i współautor 310 opublikowanych prac naukowych w czasopismach polskich oraz zagranicznych (USA, Niemcy, Włochy Holandia, Szwajcaria, Wielka Brytania), w tym 59 rozdziałów w książkach z zakresu okulistyki wydanych w Polsce oraz za granicą (13 rozdziałów). Autor i współautor 590 referatów prezentowanych na zjazdach naukowych w kraju i za granicą.

## Wyróżnienia
W 1986 r. otrzymał nagrodę naukową drugiego stopnia Ministra Zdrowia i Opieki Społecznej.

## Życie prywatne
Żona Ewa Oleszczyńska–Prost jest okulistką. Ojciec dwóch synów: Tomasza i Rafała.